# Тояма Міцуру

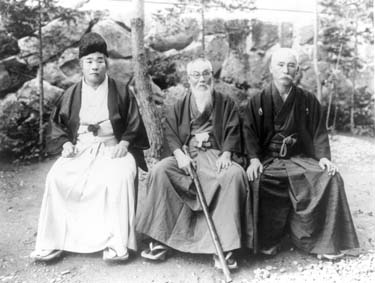
Онісабуро Дегучі, Тояма Міцуру та Рьохей Учіда

Тояма Міцуру (япон. 頭山 満, 27 травня 1855 — 5 жовтня 1944) був японським правим ультранаціоналістом, засновником організації (спілки) Генйоша (Товариство Чорного океану), та Товариство Чорного Дракона. Тояма Міцуру був рішучим прихильником паназійства (сфера спільного процвітання Великої Східної Азії).

## Раннє життя
Тояма Міцуру народився в бідній самурайській сім'ї в місті Фукуока на острові Кюсю. У молодості він брав участь у саґському повстанні 1874 року.
У 1881 році Тояма Міцуру став одним із засновників таємного товариства та терористичної організації «Генйоша», метою  якої була агітація за військову експансію Японської імперії та завоювання азійського континенту. Це таємне товариство залучало незадоволених колишніх самураїв, а також діячів, причетних до організованої злочинності, щоб допомогти в кампаніях насильства та вбивств спрямованих проти іноземців та японських лівих політиків. У 1889 році Тояма Міцуру та організація «Генйоша» були причетні до спроби вбивства міністра закордонних справ Японської імперії Окуми Сігенобу.

## Прихована співпраця з державою

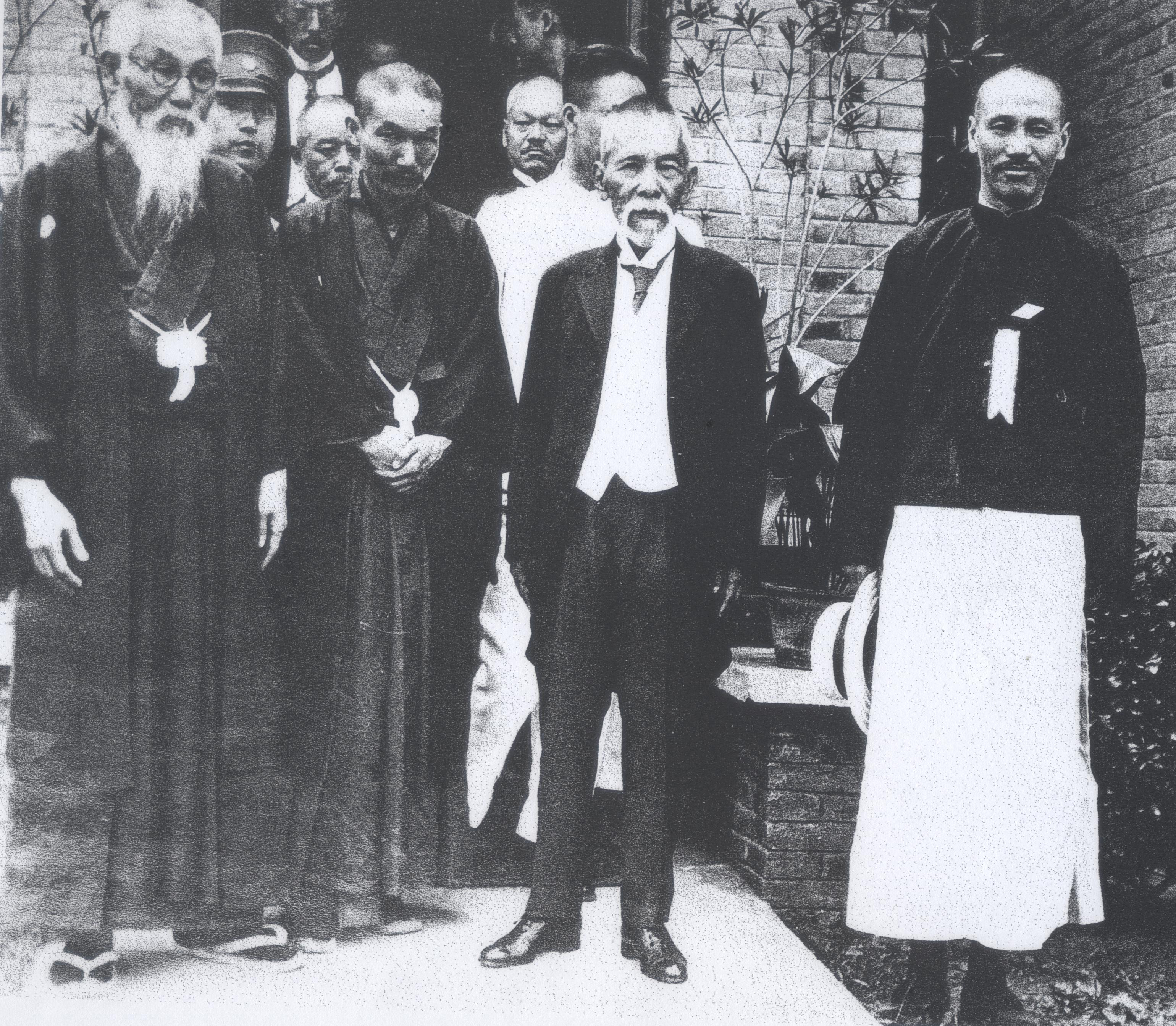
Тояма Міцуру (ліворуч) зі своїми друзями, майбутнім прем'єр-міністром Японської імперії Цуйоші Інукаєм (у центрі), майбутнім президентом Китайської Республіки Чан Кайши (праворуч) та іншими у 1929 році

Тояма Міцуру був засновником (організатором) і колишнім головою Товариства (організації) Чорного Дракона.
Безпосередньо перед початком Першої китайсько-японської війни Тояма Міцуру організував «Тенюкіо», це було таємне товариство та воєнізовані формування, які діяли на території Кореї до прибуття імператорської армії Японської імперії, вони створювали детальні топографічні карти, розвідуючи китайські та корейські військові об'єкти. Вони розгортали та організовували матеріально-технічну підтримку. Разом з оперативниками (агентами) організації  «Генйоша» на території Кореї та Маньчжурії, забезпечували перекладачів і гідів для регулярної японської армії після їх вторгнення до цієї країни.
Тояма Міцуру був рішучим прихильником японського контролю (окупації) над Маньчжурією й об'єднав зусилля з антиросійським рухом Таїро Досікай у 1903 році. Він також підтримував китайських республіканських революціонерів, які діяли проти династії Цін і надавав значну підтримку китайському політичному діячеві Сунь Ятсену. Коли в 1911 році почалася китайська революція, Тояма Міцуру особисто поїхав до Китаю як радник і особисто наглядав за діяльністю організації «Геноша» та надавав допомогу Сунь Ятсену.
Після китайської революції Тояма Міцуру офіційно пішов у відставку і, очевидно, відмовився від активної ролі в Товаристві Чорного Дракона, яке він допоміг створити як наступника організації «Генйошіа». Протягом наступних років Тояма Міцуру залишався впливовою закулісною фігурою в японській політиці.

## Вплив в Японській імперії
У 1930-х роках значна частина японської громадськості, включаючи військових, вважала Тояма Міцуру суперпатріотом. У 1932 році, після вбивства кількох «ліберальних» японських політичних діячів і після чуток про те, що тодішній прем'єр-міністр Японської імперії Сайто Макото та інші повинні були бути вбиті по черзі, уряд здійснив обшук в будинку Тоями Міцуру, а його сина заарештували, що призвело до миттєвого умиротворення ситуація.

## Спадщина

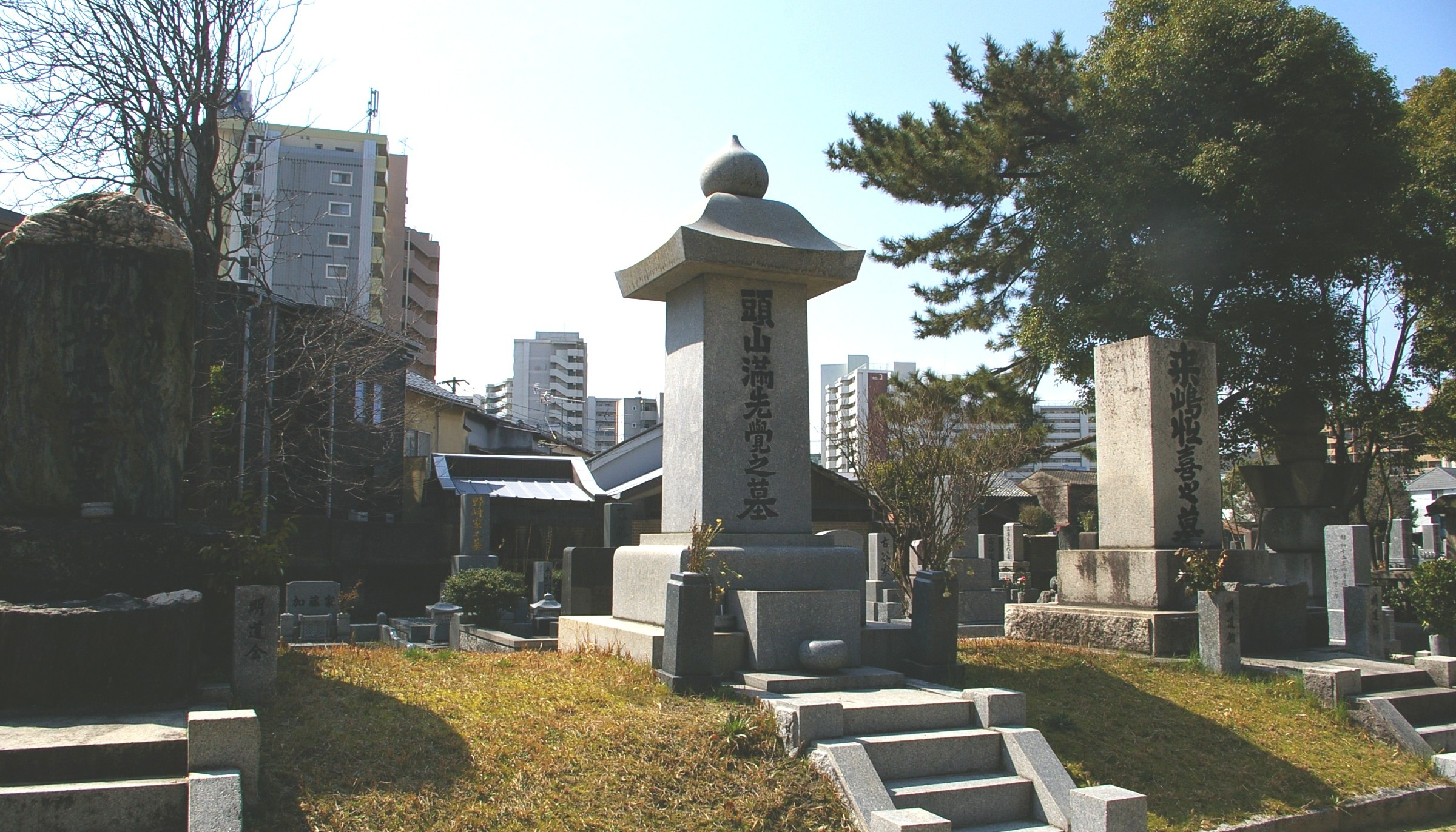
Могила Тоями Міцуру у Фукуоці, Японія.

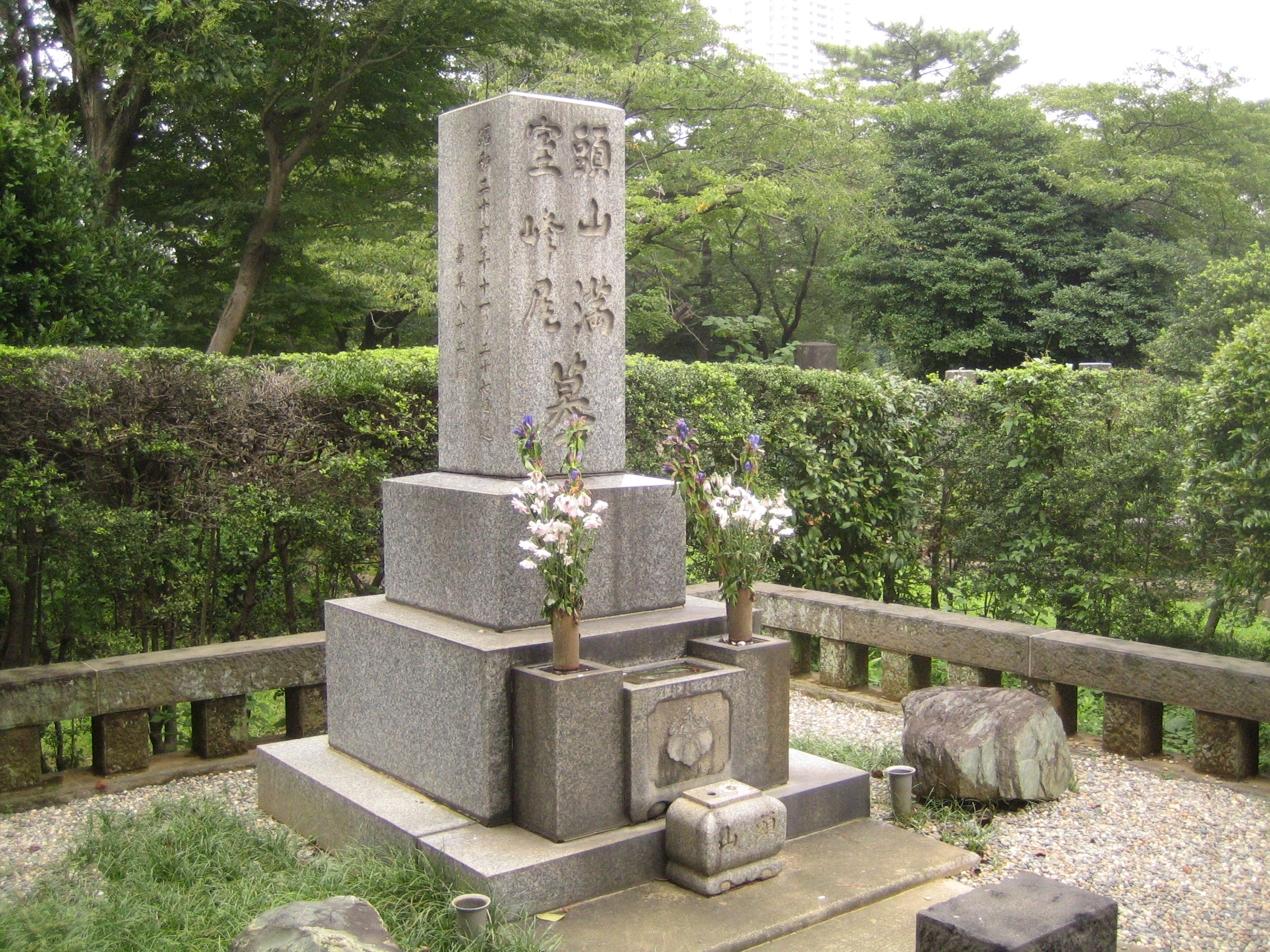
Могила Тоями Міцуру та його дружини в Токіо, Японія

Хоча Тояма Міцуру залишався приватною особою (підданим) все своє життя, він був відомий як «Тіньовий сьоґун», «Шпигун» і «Бос босів» через його величезний прихований вплив на японську націоналістичну політику та японські злочинні синдикати якудза. Він також написав впливову книгу про «Три Шу» (Кацу Кайшу, Такахаші Дейшу та Ямаока Тесшу). Попри свій ультранаціоналізм, Тояма Міцуру, як це не парадоксально, був у хороших стосунках з Онісабуро Дегучі, найзапеклішим пацифістом Японської імперії. За життя Тояма Міцуру був харизматичною, складною та суперечливою фігурою, яка залишається такою й донині.
Тояма Міцуру помер у 1944 році у своєму літньому будинку на Готемба, префектура Сідзуока, біля підніжжя гори Фудзі, Японська імперія.
Радіо Токіо повідомило, що в Токіо для нього відбулися похоронні служби тривалістю понад три години.